# Montoy-Flanville
Montoy-Flanville era una comuna francesa situada en el departamento de Mosela, de la región de Gran Este, que el 1 de enero de 2017 pasó a ser una comuna delegada de la comuna nueva de Ogy-Montoy-Flanville al fusionarse con la comuna de Ogy.

## Demografía
| Gráfica de evolución demográfica de Montoy-Flanville entre 1800 y 2014 |
|                                                                        |

Los datos demográficos contemplados en este gráfico de la comuna de Montoy-Flanville se han cogido de 1800 a 1999 de la página francesa EHESS/Cassini, y los demás datos de la página del INSEE.